# جيف كوسي
جيف كوسي (بالإنجليزية: Jeff Causey)‏ هو مدرب كرة قدم ولاعب كرة قدم أمريكي، ولد في 19 أكتوبر 1971 في ماناساس في الولايات المتحدة. لعب مع دي.سي. يونايتد ونيو إنجلاند ريفولوشن.

## وصلات خارجية
- جيف كوسي على موقع الدوري الأمريكي (الإنجليزية)
- جيف كوسي على موقع قاعدة بيانات كرة القدم.إي يو (الإنجليزية)